# 埃米尔·奥尔利克
埃米尔·奥尔利克（Emil Orlik，1870年7月21日—1932年9月28日）是位画家、蚀刻版画家、石版印刷家，曾在布拉格、奥地利、德国工作和生活。

## 生平
奥尔利克的父亲是个裁缝。1891年，奥尔利克开始在慕尼黑美術學院学习。
在1898年的绝大部分时间里，奥尔利克都在欧洲四处游览，游历了荷兰、英国、比利时、法国巴黎。在这段时期，他注意到了日本艺术以及其对欧洲的影响，于是决定前往日本，学习日式木刻版畫技艺。1900年3月，奥尔利克启程远赴亚洲，在最终抵达日本前还在香港停留过。他在日本一直呆到1901年2月。
1905年，奥尔利克移居柏林，在柏林装饰艺术博物馆任职。后来他又在柏林艺术大学任教。